# حمیدرضا اسماعیل‌نژاد
حمیدرضا (فرهاد) اسماعیلی نژاد ساکن نوشهر، مربی بین‌المللی کشتی و سرمربی پیشین تیم‌های ملی کشتی فرنگی نوجوانان وجوانان ایران و مربی تیم ملی بزرگسالان ایران از سال ۱۳۶۰ شمسی (۱۹۸۱ میلادی)

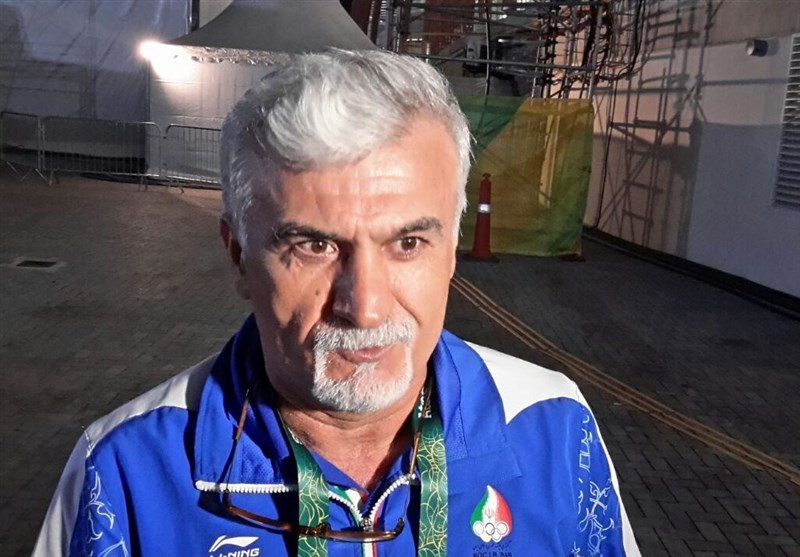
فرهاد اسماعیل‌نژاد مربی تیم کشتی فرنگی در المپیک ۲۰۱۶ ریو

== سوابق مربیگری حمیدرضا اسماعیلی نژاد(فرهاد اسماعيل نژاد) در کشتی و تیم‌های ملی فرنگی ایران: 
حمیدرضا اسماعیلی‌نژاد که بیشتر در مطبوعات ورزشی و کشتی ایران با نام فرهاد اسماعیل نژاد  شناخته شده، متولد ۲۸ فروردین ۱۳۳۹ در شهرستان نوشهر می‌باشد، هر چند او با قاطعیت به نقل از مادرش می‌گوید متولد ۸ آبان ماه ۱۳۳۹ هستم كه شناسنامه اش را بخاطر يكسال زودتر به مدرسه رفتن در ٢٨ فروردين ١٣٣٩ گرفتند. وی دارای مدرک لیسانس تربیت بدنی و دکترای افتخاری تربیت بدنی با سابقه ۲۸ سال تدریس در آموزش و پرورش شهرستان نوشهر، متأهل و دارای دو فرزند پسر بنام‌های فرشاد متولد ۱۳۶۷ دارای مدرک فوق لیسانس معماری (نیازمند منبع) و فوق دیپلم فن آوری و اطلاعات و شایان متولد ۱۳۷۲ فارغ‌التحصیل رشته مهندسی معماری از دانشگاه شمال آمل می‌باشد. 
اسماعیل نژاد از دی‌ماه ۱۳۶۰ مربیگری کشتی را در رده‌های سنی نونهالان و نوجوانان در زادگاهش نوشهر در رشته آزاد در زمان ریاست شادروان محمدعلی حسینپور رئیس هیئت وقت کشتی در باشگاه پوریای ولی نوشهر آغاز نمود. در سال ۱۳۶۸ پس از موفقیت شاگردانش مجتبی حسین‌پور در كشتی آزاد و رضا سیم‌خواه در کشتی فرنگی اولین سفر ورزشی بین‌المللی خود را به عنوان مربی تيم کشتی آزاد منتخب ایران در زمان سرمربیگری استاد منصور برزگر در مسابقات جام جواهر لعل نهرو هندوستان تجربه نمود که عنوان قهرمانی این تورنمنت را در حضور تیم کشتی آزاد اتحاد جماهیر شوروی سابق و ۱۲ تیم کشور دیگر کسب کردند. وی دوره‌های مربیگری خود را در محضر استادانی چون برزگر، علی اکبر حیدری، یدالله اعتصامی، محمد پذیرایی طی نمود و مدارک مربیگری درجات ۳، ۲ و ۱ را از انستيتوی كشتی ايران در زمان رياست شادروان استاد حميدي اخذ نمود و در ادامه فعالیت مربیگری خود در کلاس‌های بین‌المللی نزد اساتید‌و مدرسین کوبایی الیو پاچکو، گئوركي ورشنين و نیکلای بالبوشین روسی و رامتارادزه گرجستانی،را تهران گذراند. در سال ۲۰۱۱ با حضور در کلاس بین‌المللی مربیگری فیلا در شهر پاچو لاهتی فنلاند موفق به اخذ مدرک ب  بین‌المللی مربیگری در کشتی فرنگی زیر نظر اساتید فیلا شرف اغلوی ترک،استفان قازاریان،دکتر دیوید کوربی و فدراسیون گردید. وی در خرداد سال ۱۹۹۹ از سوی فدراسیون كشتي برابر درخواست فدراسیون تازه تاسیس کشتی  قطر به عنوان مربی به کشور قطر اعزام گردید و به مدت ۳ سال به عنوان مربی  کشتی فرنگی نونهالان و نوجوانان کشور قطر با فدراسیون تازه تأسیس شده آن کشور همکاری نمود و در سال ۲۰۰۲ بعد از سه سال بعد اتمام قرادادش به ایران بازگشت. که بعدها دو تن از شاگردان وی به نام بخیت شریف بدر و ادريس مدال‌های برنز بازی‌های آسیایی ۲۰۰۶ دوحه قطر در وزن ۷۴ کیلو و نقره جوانان آسیا در ابوظبی امارات در وزن ۸۴ کیلورابدست آوردند.
———————————————————————————————-
وی بعنوان سرمربی تیم‌های ملی کشتی فرنگی نوجوانان و جوانان ایران و مربی تیم ملی فرنگی بزرگسالان ایران از سال ۱۹۹۲ تا ۲۰۱۷ در عرصه مسابقات قاره‌ای، آسیا و جهانی، بازی‌های آسیایی، جام‌جهانی و المپیک حضور داشت.وی اولین بار در زمان ریاست محمدعلی صنعتکاران رئیس وقت فدراسیون کشتی در اگوست سال ۱۹۹۲ به عنوان مربی تیم ملی نوجوانان ایران با ترکیب ناقص بدلیل مشکلات مالی فدراسیون با پنج کشتی گیر در مسابقات نوجوانان جهان ۱۹۹۲ در ترکیه شرکت نمودند و با وجود حذف ۲ کشتی‌گیر اوزان ۵۱ عیسی‌زاده و میرکاظم فریدونی در ۶۰ کیلو به دلیل عدم رویارویی با کشتی گیران اسرائیل با کسب یک عنوان پنجم توسط ابوالفضل شعباني فر در ٤٠كيلو و یک عنوان هفتم توسط مهدي نصيري در ٤٧كيلو یک عنوان نهمی توسط سعيد بيات در ٤٣كيلو بکار خود پایان داد .
وی در اگوست سال ۱۹۹۶ میلادی مصادف با سال ۱۳۹۵ به عنوان مربی تیم ملی کشتی فرنگی نوجوانان ایران در کنار خلیل رشید محمدزاده سر مربی وقت تیم ملی نوجوانان ایران در مسابقات قهرمانی نوجوانان جهان در تهران شرکت و با تیم ایران عنوان قهرمانی فرنگی نوجوانان جهان را بدست آوردند. در این مسابقات سه کشتی‌گیر او بنام‌های حسن رنگرز در ۵۱ کیلو مدال برنز و مجید رمضانی در ۵۱ کیلو مدال نقره و حسین رنگرز در ۵۵ ک‌گ مقام پنجم را برای تیم‌های الف و ب ایران به ارمغان آوردند.
———————————————————————————————
سال بعد پس از انتخاب اقای رشید محمد زاده بعنوان سرمربی بزرگسالان ایران،  اسماعیل نژاد
در تاریخ ۱۰ الی ۱۳ ژوئیه سال ۱۹۹۷ در زمان ریاست محمدرضا طالقانی به عنوان سرمربی تیم کشتی فرنگی نوجوانان ایران انتخاب و به همراه کادر خود،شادروان علی روح‌اللهی، محسن طاهری و داور جدی در مسابقات نوجوانان جهان در شهر ماریبور کشور اسلوونی حضور یافتند که با کسب تنها مدال طلای شاگردش مجید رمضانی در ۶۳ کیلو و ۳ برنز مهدی هدایی، حسن حیدری، اکبر جدی و عنوان پنجمی و هشتمی ابوذر پودنکی و محمود دلیررخش عنوان نایب قهرماني نوجوانان جهان را بدست اوردند.
————————————————————————————————-
تیم کشتی فرنگی و ازاد ایران در سال ۱۹۹۸ هر یک با پنج سهمیه در اولین المپیک دانش اموزان جهان در مسکو شرکت نمود،و تیم فرنگی موفق به یک مدال طلا در وزن ۷۶ کیلو و یک مقام پنجمی توسط امیر بنی تمیم در ۶۸ بکار خود پایان یافت ازادکاران نیز دو مدال نقره کسب نمودند.مسلم صدیقی پس از باخت یک بر یک مقابل حریف روس قهرمان وزن ۵۲ کیلوی مسابقات در دور دوم مقابل حریف اسراییلی حاضر نشد.اما یک طلای فرنگی کاروان ایران را که در ۱۶ رشته شرکت نموده بود در کنار یک طلای شطرنج ایران را از رتبه ۱۲۸ تا رتبه دوازدهم بالا اورد و  این مسابقات به نقطه ی عطفی در کارنامه مربیگری اسماعیل نژاد، تبدیل گردید. 
—————————————————————————————————
۲۰ روز بعد از مسابقات دانش اموزان جهان مسکو تیم ده نفره ایران با سرمربیگری اسماعیل نژاد 
در مسابقات قهرمانی نوجوانان جهان با دو تغییر در دو تغییر در اوزان ۴۰ و۴۳ درآفریقای جنوبی شرکت نمودکه باقرزاده و شادروان محمد حضرتی در دو وزن تغییر یافته موفق به کسب مدال برنز شدند اما با بدشانسی کامل 3 کشتی گیر تیم ایران مقابل رقیبان اسرائیلی بدستور سرپرست تیم روی تشک‌ حاضر نشدند،و تیم ایران جایگاه پنجم را بدست اورد. سال ۱۹۹۹ بدرخواست فدراسیون کشتی اسماعیل نژاد به قطر اعزام‌شد و مدت سه سال با انان همکاری نمود . محمد رضا طالقانی رییس وقت فدراسیون کشتی پس اعزام اسماعیل نژاد  به قطر کمک مربی وی ناصر نوربخش را به عنوان سر مربی تیم ملی نوجوانان  ایران انتخاب نمود.پس از بازگشت اسماعیل نژاد از قطر در اواخر سال۲۰۰۲ وی در سال ۲۰۰۳ بدعوت ناصر نوربخش سرمربی  تیم فرنگی نوجوانان ایران‌ در مسابقات آسیایی نوجوانان در بیشکک قرقیزستان به همراه بهروز حضرتی و لقمان رضایی شرکت نمودند.تیم نوربخش در این مسابقات عنوان سوم اسیا را بدست اورد. اما سه مازندرانی تیم مهران‌رضا زاده در ۵ک‌یلو مدال نقره،عادل بالی تبار در ۶۸ مدال برنز و  شاگرد اسماعیل نژاد، داود گيل نيرنگ مدال نقره وزن ٧٦ كيلوي اسيا را کسب نمود.
————————————————————————————————
در سال ۲۰۰۵ اسماعیل نژاد به دعوت حسن بابک سر مربی وقت تیم ملی کشتی فرنگی بزرگسالان ایران برای اولین بار به عنوان مربی تیم ملی کشتی فرنگی بزرگسالان ایران انتخاب شد.اما  پس از استعفای غیرمنتظره بابک از سمت خود طالقانی رئیس فدراسیون کشتی وقت تیم فرنگی بزرگسالان ایران بدلیل عدم تمایل به حضور علی اشکانی در وزن ۶۰ کیلو‌  محمدرضا طالقانی رییس فدراسیون کشتی تیم بزرگسالان‌ ایران را را تحت هدایت اسماعیل‌نژاد،نوربخش،و نادر مشروطه به مسابقات قهرمانی آسیا در الماتی قزاقستان فرستاد وبه دلیل عدم حضور علی اشکانی کشتی‌گیر ۶۰ کیلوی فرنگی، تیم ایران با کسب طلای عابدین زاده در ۷۴ کیلو و نقره سجاد برزی در ۱۲۰ کیلو و دو برنز حمید بنی تمیم در ۵۵ کیلو و قاسم رضایی در ۸۴ ک‌یلو به عنوان سوم آسیا دست يافت . 
—————————————————————————————————
اسماعیل نژاد پس از انتخاب محمد بنا به سمت سرمربی تیم ملی کشتی فرنگی بزرگسالان ایران و دعوت از وی بعنوان کمک مربی خود ،در سال (۲۰۰۶ میلادی) در کنار محمد بنا در مسابقات قهرمانی بزرگسالان جهان در گوانگ ژوی چین حضور یافت .با طلای سوریان در ۵۵ کیلو و برنز سامان طهماسبی در ۸۴ کیلو،مقام پنجم تیمی جهان را کسب نمودند. و سپس در کنار  محمد بنا در بازی‌های آسیایی ۲۰۰۶ دوحه قطر شرکت نمود ه که تیم ایران به ۴ مدال نقره و یک برنز برای کاروان ایران به ارمغان اورد. تیم ایران در اوزان ۷۴ عابدین زاده، جاسم امیری در ۵۵ کیلو، مسعود هاشم‌زاده در ۹۶ کیلو، مهدی شربیانی در ۱۲۰ کیلو و یک برنز حمید ریحانی در ۶۶ کیلو به کار خود پایان داد.محمد بنا پس از بازگشت از مسابقات بازیهای اسیایی از سمت خود استعفا داد.
—————————————————————————————————-
در سال ۲۰۰۸ به دعوت حسام الدین جعفری سرمربی تیم ملی کشتی فرنگی نوجوانان ایران به همراه فرشید کفایی، بهروز حضرتی پور، و محسن سوریان در مسابقات آسیایی نوجوانان آسیا در تاشکند ازبکستان شرکت نمود.
—————————————————————————————————
در سال ۲۰۰۹ حاج محمدرضا یزدانی خرم به عنوان رئیس فدراسیون کشتی جدید ایران اسماعیل نژاد را بعنوان سرمربی تیم ملی فرنگی جوانان ایران‌انتخاب نمود. در دو رویداد مهم آسیایی وجهانی سال ۲۰۰۹،ابتدا تیمش با کسب ۳ طلای شادروان بابک قربانی در ۹۶ ک بشیر باباجان زاده در ۱۲۰ ک محمد حاتمی در ۵۵ ک و نقره میلاد خسروی در ۶۶ کبلو و ۳ برنز سعید عبدولی واحسان اخلاقی ومحمد کردی،در مانیل فیلیپین قهرمان جوانان آسیا شدند.
سپس یک ماه بعد اسماعیل نژاد با سه تغییر در سه وزن پای در رقابتهای قهرمانی  جوانان جهان در آنکارای ترکیه گذاشت . تیم ایران که در سال قبل سوم جهان شده بود ،اینبار با کسب دو طلای بابک قربانی در ۸۴ ک وسعید عبدولی در۶۶ ک ونقره محمد حاتمی در۵۵ ک وبرنز بشیر باباجان زاده در ۱۲۰ کیلو عنوان نایب قهرمانی کشتی فرنگی جوانان جهان را پس از روسیه از ان خود نمودند.در حالیکه تیم ایران دو طلا کسب نمود. روسها در این مسابقات تنها یک طلا بدست اوردند و سه چهره شاخص روسها ،سیمونیان در ۵۵،میگران ارتونیان در ۶۶، و‌الن خوگایف که بعدها مدال المپیک و جهان را کسب نمودند به ترتیب  مغلوب محمد حاتمی کشتی گیر ایذه ایی شاگرد شادروان لقمان رضایی گردید،پیروزی عبد ولی بر میگران ارتونیان روس  و استابلر آلمانی در ۶۶ و پیروزی قربانی بر الن خوگایف و ارتور الکسانیان ارمنی ۳ از موفقیتهای با ارزش تیم جوانان ایران بود.این سه کشتی‌گیر روس در سالهای بعد عناوین جهان و المپیک را برای روسیه به ارمغان آوردند. که این موفقیت هم تحت شعاع نایب قهرمانی تیم قرار گرفت. بهروزحضرتی پور-لقمان رضایی و محسن طاهری کادر مربیگری اسماعیل‌نژاد رادر مسابقات جهانی ترکیه تشکیل داده بودند.
———————————————————————————————-
با بازگشت محمد بنا در سال ۲۰۱۰ به عنوان سر مربی تیم ملی کشتی فرنگی بزرگسالان از سوي محمدرضا يزداني خرم رئيس فدراسيون وقت كشتي، و دعوت مجدد بنا از اسماعیل‌نژاد جهت همکاری،وی در کنار جمشید خیرابادی، ایرج اسفندیاری فر و رسول جزینی، تیم ملی فرنگی ایران را سي ماه تمام،برای مسابقات جهانی مسکو ۲۰۱۰، و۲۰۱۱ آنکارا، المپیک آزمایشی لندن۲۰۱۱، جام جهانی مینسک بلوروس ۲۰۱۱، جام جهانی ۲۰۱۲ سارانسک روسیه،جام جهاني شيراز ٢٠١٢،مسابقات آسیایی ۲۰۱۱ ازبکستان،اسيايي ۲۰۱۲ گومی کره جنوبی و المپیک ۲۰۱۲ لندن، آماده نمودند،و لحظه هایی تاریخی را با کسب مدالهای متعدد و قهرمانی در دو مسابقه آسیایی ۲۰۱۱ ازبکستان-اسیایی ۲۰۱۲ گومی کره جنوبی- قهرمانی در سه جام جهانی ۲۰۱۰ مینسک بلاروس،۲۰١١سارانسک روسیه،حام جهاني شيراز،عنوان سومی جهان در سال ۲۰۱۱ ترکیه،کسب ۴ طلا یک برنز در مسابقات بازیهای آسیایی ۲۰۱۰ چین توسط امید نوروزی-سعیدعبدولی-شادروان بابک قربانی و طالب نعمت پور ف وبرنز فرشاد علیزاده و بالاخره کسب سه مدال طلای با ارزش توسط حمیدسوریان-امید نوروزی و قاسم رضایی در یک شب فراموش نشدنی در المپیک ۲۰۱۲ لندن برای مردم ایران رقم زدند.
————————————————————————————————
```
پس از قهرمانی بزرگسالان اسیا در سال ۲۰۱۱ در تاشکند ازبکستان ،اسماعيل نژاددر اسفند ماه سال ۲۰۱۲ درسومین  حضور خود در معیت تیم بزرگسالان ایران در مسابقات قهرمانی اسیا در شهر  گومی کره جنوبی،با تیم ایران قهرمان اسیا شدند. اینبار نیز شاگرد او داود گیل نیرنگ در ۹۶ کیلو قهرمان اسیا شد.
```

""""""""""""""""""""""""""""""""
باستعفای دوباره محمدبنا بعد از موفقيت در المپیک لندن، در اسفند ماه ۲۰۱۳ با دعوت رسول خادم، مدیر تیمهای ملی کشتی ایران اسماعیل‌نژاد بعنوان سرمربی تیم ملی فرنگی جوانان ایران در بدترین شرایط مالی فدراسیون کشتی  در دوران شادروان حجت‌الله خطیب شد. 
تیم ملي فرنگی جوانان ایران به سرمربی گری اسماعیل‌نژاد باپنج اردوي کوتاه مدت و بدون هیچ دیدار تدارکاتی در مسابقات قهرمانی جوانان آسیا در پوکت تایلند شرکت وبا کسب ۲ طلا یک نقره ودو برنز تنها با یک اختلاف یک امتیاز نایب قهرمان جوانان آسیا پس از کره جنوبی خوش شانس که از حمایت داوری بدلیل حضور دکتر کیم‌ شدند.
———————————————————————————————-
یک ماه بعد اسماعیل‌نژاد با چهار تغییر از تیم ۸ نفره اسیایی خود پای در مسابقات قهرمانی جوانان جهان در صوفیه بلغارستان گذاشت و با وجود بدشانسی فراوان به دلیل عدم رویارویی کشتی گير 55 كيلويش ،صطفی بهزادی مقدم در دیدار رده‌بندی برای کسب مدال برنز و سیدمصطفی صالحی زاده در96 كيلو با وجود دو پیروزی با ارزش مقابل کشتی گیران ترک و آذربایجان در آستانه کسب مدال، مقابل کشتی گیران اسرائیلی تنها با ۶ کشتی‌گیر باقی‌مانده تیم خود با کسب یک طلا توسط فرشاد عیسوند در ۵۰ کیلو –یک نقره توسط یوسف قادریان در ۸۴ کیلو – یک برنز توسط رامین طاهری در ۶۶ کیلو و یک عنوان پنجم توسط بهنام شجعی در ۱۲۰ کیلو عنواندسو م جوانان جهان پس از روسیه و آذربایجان را بدست اورد.شادروان لقمان رضایی،نادر مشروطه،هاشم میرزاده،و روح الله میکائیلی کادر اسماعیل نژاد در این مسابقات بودند،مجید رجبی سرپرست تیم و علی اشکانی مدیر تیمهای ملی فرنگی در کنار اسماعیل نژاد بودند.
—————————————————————————————————
اسماعیل نژاد در سال ۲۰۱۵ در زمان ریاست دکتر رسول خادم باابلغ کتبی ایشان بعنوان مربی اول در کنار علی اشکانی سرمربی تیم ملی ایران‌ بهمراه مهرزاد اسفندیاری پر مسابقات دو وزن غیر المپیکی در بوداپست مجارستان افشین بیابانگرد و یوسف قادریان را کوچ نمودند.
—————————————————————————————————
در سال ۲۰۱۶ با بازگشت مجدد محمد بنا بعنوان سرمربی تیم ایران، اسماعیل نژاد بعنوان مربی در کنار محمد بنا در مسابقات قهرمانی اسیا در دهلی شرکت نمودند که با قهرمانی تیم ایران همراه بود ،سپس در فرصتی کوتاه در المپیک ۲۰۱۶ ریو برزیل شرکت نمودند که حاصل ان دو مدال برنز قاسم رضایی و سعید عبدولی بود.
——————————————————————————————-
```
سماعیل نژاد در اوایل سال ۲۰۱۷ در زمان ریاست دکتر رسول خادم باابلاغ  کتبی ایشان بعنوان مربی اول در کنار علی اشکانی سرمربی تیم ملی ایران‌ بهمراه مهرزاد اسفندیاری پر مسابقات دو وزن غیر المپیکی در بوداپست مجارستان افشین بیابانگرد و یوسف قادریان را کوچ نمودند.در همین سال اسماعیل نژاد در کنار اشکانی با تیم بزرگسالان قهرمان اسیا شدند.
```

———————————————————————————————-
با انتخاب دکتر علیرضا دبیر بعنوان رییس فدراسیون در سال ۱۴۰۰ اسماعیل نژاد با ابلاغ دکتر دبیر بعنوان سرمربی تیم نونهالان ایران تیم ایران پس از دو سال غیبت در مسابقات نونهالان اسیا اینبار با هدایت اسماعیل نژاد در منامه بحرین با کسب چهار طلا ،سه نقره و سه برنز با ۲۰۵ امتیاز قهرمان نونهالان اسیا شدند و به سلطه قزاقها و هندی ها پایان دادند.اسماعیل نژاد.اسماعیل نژاد پس از چند ماه پس از سه سال همکاری با فدراسبون وقت بدلیل مشکلات مالی و عدیده از سمت خود استعفا داد.
—————————————————————————————————
اسماعیل نژاد در دهه اخیر بعنوان یکی از مدرسان فدراسیون کشتی بعنوان مدرس فدراسیون بیش از صدها مربی جوان را در کلاسهای مربیگری و دانش افزایی تعلیم داد.
—————————————————————————————————-
```
با امادن مهندس امید شایگان در راس هیات کشتی استان مازندران اسماعیل نژاد از سال ۱۴۰۱ تا کنون بعنوان مدیر فنی تیمهای کشتی فرنگی استان مازندران انتخاب شد،که همچنان در این سمت منشا خدمات و موفقیتهای بیشماری را در کنار سایر مربیان سازنده کشتی فرنگی استان مازندران را موجب گردید.
```

————————————————————————————————-
وی در طول یازده سال کذشته بعنوان سرمربی کشتی فرنگی شهرستان چالوس با ایجاد کلاس تمرین و پایگاهی اختصاصی در کشتی فرنگی چالوس از سال ۲۰۱۲ تا کنون در شهرستان چالوس نمود،که چند سال بعد دو کشتی گیرش سید مصطفی رضایی و علی اصغر سام دلیری در اوزان ۶۰ کیلو و ۵۵ کیلو به عضویت تیم ملی نوجوانان ایران نائل گردیدند که رضایی در ۶۰ کیلو نایب قهرمان جهان و اصغر سام نفر هفتم مسابقات جهانی مجارستان شدند .اصغر سام در زمان حضور محمد بنا در سال ۲۰۲۰ سام و رضایی ۱۷ ساله را با تیم بزرگسالان ایران راهی حام بین المللی و معتبر پیت لازینسکی لهستان نمود که سام مدال نقرهذوزن ۶۳ کیلو و رضایی مقام پنجم این مسابقات را در ۶۰ کیلو بدست اوردند ، با کسب مدال برنز جوانان ایران و طلای جام بین المللی شاهد توسد علی اصغر سام در ۶۷ کیلو محمد بنا سرمربی وقت تیم‌ملی بزرگسالان ایرانپ یکماه اصغر سام را به مسابقات بین المللی جام اکسیانف فرستاد که وی با سن کم خود موفق به کسب مدال برنز گردید.اسماعیل نژاد در شهرستان چالوس،قهرمانان دیگری از جمله ارشام ملکی-ارتین لفوتی-امیر خزاعی-علیرضا اقاجانی-اسماعیل عدلجو-پارسا کیایی-میلاد رنجبر-مهدی معجری به سطوح کشوری معرفی نمود که انان در مجموع بیش از ۲۳مدال کشوری و مسابقات بین المللی در ایران را برای کشتی فرنگی چالوس به ارمغان اوردند. در دیماه سال۲۰۲۴میلادی شاگرد پر افتخار وی دکتر داود گیل نیرنگ نایب قهرمان جوانان جهان و دارنده هفت مدال اسیایی در سه رده سنی و دو طلای حام جهانی با ایجاد یک اکادمی کشتی ازاد و فرنگی تحت مدیریت خود و با نام‌اکادمی استاد فرهاد اسماعیل نژاد با حضور مسئولین شهری، و استانی،و اقایان محمد بنا سرمربی اسبق تیمهای ملی فرنگی ایران در سه المپیک و حمید با وفا سرمربی تیم ملی جوانان ایران و جمع کثیری از مردم ورزش دوست شهرستانهای نوشهر و چالوس و مربیان مازندرانی از مربی سازنده خود تجلیل نمود.که مورد تحسین فراوان جامعه کشتی مازندران و ایران در فضای مجازی قرار گرفت .اسماعیل نژاد اکنون با ۶۴ سال سن هنوز به اموزش ن‌نهالان،نوجوانان و جوانان چالوس و مازندران مشغول میباشد.

## المپيك ۲۰۱۶ ریو برزیل
کشتی ایران با فراز و نشیبهای فراوان یکبار دیگر شاهد بازگشت محمد بنا در فاصله ۱۰ ماه مانده به بازیهای المپیک ۲۰۱۶ ریو برزیل بود. محمدبنا بلافاصله بعد بازگشت مجدد خود کادر قبلی خود اسماعیل‌نژاد، اسفندیاری فر و جزینی را فرا خواند و بهروز حضرتی پور و فرشاد علیزاده جوان به کادر خود افزود و با وجود فرصت کم ده‌ماهه نسبت به المپیک قبل در المپیک ریو با همان ترکیب ۶ نفره دوره قبل با این تفاوت که حمید سوریان برای کسب سهمیه با کم کردنهایی فراوان وزن خود در سه تورنمنت کسب سهمیه در فاصله دوماه مانده به المپيك توانست سهمیه وزن خود را کسب نمايد،اما اين تيم نتوانست موفقيت المپیک لندن 2012 را تکرار نماید.تیم ایران تنها موفق به کسب دو مدال برنز توسط سعید عبدولی در ۷۵کیلو و قاسم رضایی در ۹۸ کیلو شد. پس از بازگشت از برزیل یکبار دیگر محمد بنا از سرمربیگری استعفا داد!... با این حال مسئولین کشتی کشور پس از سال ها حضور اسماعیل نژاد هنوز نتوانستند به او به عنوان سرمربی اعتماد کنند و با اینکه بارها محمد بنا استعفا داده و اسماعیل نژاد در دسترس قرار داشته اما حتی پیشنهاد بلندمدتی به او انجام نشده.

### حضور علی اشکانی بعنوان سرمربی تیم ملی فرنگی بزرگسالان بعد استعفای مجدد محمد بنا
رسول خادم رئيس جديد فدراسیون کشتی بعداز شادروان حجت الاه خطيب ،پس از استعفای مجدد محمد بنا علی اشکانی سرمربی جوان تیم ملی فرنگی نوجوانان ایران را که با این تیم قهرمان نوجوانان جهان شد، را بعنوان سرمربی تیم یزرگسالان منصوب نمود و از اسماعیل‌نژاد خواست تا این مربی جوان را در مسابقات دو وزن غیر المپیکی مجارستان همراهی نماید، وی نیز تا قبل از مسابقات جهانی ۲۰۱۷ فرانسه ۹ ماه در کنار اشکانی با وی جهت حضور در مسابقات جهانی دو وزن غیر المپیکی مجارستان، اسیایی دهلی هندوستان، جام جهانی آبادان همکاری نمود و در هندوستان با تیم ایران قهرمان آسیا شدودر جام جهاني ابادان سوم شدند. رسول خادم به مربی جوانی چون اشکانی که در چند سال گذشته از شاگردان اسماعیل نژاد محسوب می شد اعتماد کرد و اسماعیل نژاد که کمتر از 5 سال هدایت اشکانی را به عهده داشت به عنوان کمک مربی مشغول فعالیت تحت رهبری اشکانی شد. به همین دلیل اختلافاتی بین سرمربی و کمک مربی تیم ایجاد شد که پس از ان رسول خادم اسماعیل‌نژاد را بعنوان مسئول کلاسهای دانش افزایی مربیان ملی فرنگی ایران انتخاب نمود. 
بعد از مسابقات جهانی ۲۰۱۸ رسول خادم از سمت ریاست فدراسیون کشتی استعفاء نمود و وزارت ورزش حمید بنی تمیم نایب رئیس فدراسیون کشتی را بعنوان سرپرست موقت انتخاب نمود. بنی تمیم نیز در نخستین اقدام محمد بنا و غلامرضا محمدی را بعنوان سرمربیان تیمهای ملی فرنگی و آزاد ایران معرفی نمود.
پس از انتخابات جديد فدراسيون كشتي بعد از استعفاي رسول خادم،اقاي عليرضا دبير بعنوان رئيس جديد فدراسيون كشتي انتخاب گرديد.عليرضا دبير رئيس جديد فدراسيون كشتي با انتصابهاي جديد خود طي حكمي فرهاد اسماعيل نژاد را در دي ماه ١٣٩٨ بعنوان سرمربي نونهالان ايران برگزيد و با این اقدام خود نشان داد جای اسماعیل نژاد مربیگری در رده نونهالان و نوباوگان است و نه در رده های سنی بالاتر. اسماعيل نژاد با توجه به  وقفه شش ماهه ماهه بين مسابقات المپياد نونهالان ايران در اردبيل و برگزاري  روز جهاني كودك در قزوين ،بدليل افزايش وزن بي رويه كشتي گيران نونهال وي و همكارانش با دو اردوي كوتاه مدت و تغيير ارنج اوزان كشتي گيران نونهالي كه افزايش وزن داشتند در بهمن ماه ١٣٩٨،در مسابقات بين المللي روزجهاني كودك در قزوين كه با حضور پنج كشور خارجي برگزار گرديد،تيم او قهرمان اين مسابقات گرديد. در اين دوره از مسابقات یکی از کشتی گیران به نام سيد مصطفي رضايي در ٥٧ كيلو اولين مدال(نقره)بين المللي خود را كسب نمود.
پس از اين مسابقات از اسفند ماه ١٣٩٨ بدليل شيوع ويروس كرونا كليه برنامه هاي تيمهاي نونهالان تا جوانان معلق گرديد.

## حضور در تورنمنت‌های بین‌المللی
اسماعیل‌نژاد به عنوان سرمربی تیم ملی جوانان ایران و مربی تیم ملی فرنگی بزرگسالان ایران در طول دوران مربی گری خود در تورنمنتهای معتبری چون المپیک ۲۰۱۶، جایزه بزرگ باکو ۳ بار – پیت لازینسکی لهستان ۲بار – وهبی امره ترکیه ۲بار – ازوماش اوکراین – جامهای ویکتوری وجام قهرمانان ترکیه – جام پادوبنی روسیه – جام تختی وجام یادگار امام در خدمت تیمهای ملی کشتی فرنگی ایرا ن حضور داشت.

## افتخارات مربی گری
سرمربی تیم ملی کشتی فرنگی نونهالان ایران(از۱۳۹۸)_سر مربی تیمهای ملی کشتی فرنگی نوجوانان وجوانان ایران ۶ بار _سرمربی تیم ملی کشتی فرنگی نونهالان ایران(از۱۳۹۸)_ مربی تیم ملی کشتی فرنگی بزرگسالان ایران ۴ سال – حضور در ۷ مسابقه جهانی بزرگسالان، جوانان ونوجوانان – حضور در ۷ مسابقه قهرمانی آسیا در رده بزرگسالان، جوانان ونوجوانان – حضور در مسابقات بازی‌های آسیایی ۲۰۰۶ قطر – حضور دردو المپیک (دانش اموزان جهان ۱۹۹۸ مسکو و۲۰۱۶ ریو یرزیل)- حضور در ۴ جام جهانی بزرگسالان جهان در مینسک بلوروس ۲۰۱۰ و سارانسک روسیه-۲۰۱۱ ایران شیراز-۲۰۱۲ - ایران آبادان ۲۰۱۷ - همانطور که میبینید بیشترین افتخارات اسماعیل نژاد حضور در مسابقات است و در این مسابقات مقام های بین دوازدهم تا دوم را کسب کرده و به عنوان مربی زیرنظر محمد بنا به مقام اول نیز رسیده است.

## شاگردان و قهرمانان در سطوح بین‌المللی
1. –رضا سیم خواه دارنده مدال نقره وزن ۴۸ کیلوی بزرگسالان دنیا در وارنای بلغارستان سال ۱۹۹۱ – دارنده دو مدال نقره وبرنز از بازی‌های آسیایی ۱۹۹۰پکن و هیروشیمای ژاپن –قهرمان آسیا ۱۳۶۹ – حضور در دو المپیک و نفر ششم المپیک بارسلون
2. - حسن رنگرز دارنده مدال طلا و برنز بزرگسالان جهان در سالهای ۲۰۰۰ پاترای یونان و ۲۰۰۱ مسکو روسیه و سوم جوانان جهان-
3. - مهدی توکلی عضو تیم ملی بزرگسالان ایران در مسابقات جهانی بوداپست و آسیایی قزاقستان و نایب قهرمان رقابت‌های جام جهانی تهران ۲۰۰۷ و نفر چهارم نوجوانان جهان ۱۹۹۴
4. - مجید رمضانی عضو تیم ملی کشتی فرنگی بزرگسالان در مسابقات آسیایی وجهانی و دارنده ۳ مدال طلا از مسابقات فرنگی نوجوانان وجوانان جهان در ۱۹۹۶ و ۲۰۰۱ و نقره نوجوانان جهان در سال۱۳۷۵تهران.
5. - داوود گیل نیرنگ دارنده ۷ مدال طلا و نقره از مسابقات قهرمانی بزرگسالان، جوانان ونوجوانان آسیا از سال ۲۰۰۳ تا ۲۰۰۱۲ و نایب قهرمان جوانان جهان در سال ۲۰۰۷ و دو قهرمانی جام جهانی به همراه تیم ملی در سال‌های ۲۰۱۱ و ۲۰۱۳
6. - مجتبی اسلامی عضو تیم ملی کشتی فرنگی جوانان ایران در مسابقات جوانان جهان وجوانان آسیا و کسب مدال برنز آسیا
7. - مهدی پورشیخ دارنده دو طلای نوجوانان و جوانان آسیا و یک برنز نوجوانان آسیا در سالهای ۲۰۰۸ – ۲۰۰۹ و ۲۰۱۲

اسماعیل‌نژاد علاوه بر ارائه این شاگردان ملی پوش بیش از ده‌ها قهرمان کشور در رده‌های مختلف سنی تحویل کشتی ایران داد
توصیه‌هایی فرهاد اسماعیل‌نژاد نیز برای مربیان جوان یا قهرمانانی که پس از پایان دوران قهرمانی خود قصد ورود به عرصه مربی گری را دارند:
- - اگر عاشق اینکار نیستند به این حرفه وارد نشوند.
- – اگر می‌خواهید در این کار موفق باشید باید مربی گری را از سنین پایه خردسالان ونونهالان شروع کنید.
- – صبر و تحمل وپشتکار زیادی باید در کار مربیگری داشته باشید اگر ندارید، وارد این عرصه نشوید.
- – بدنبال اثبات خود در مربیگری در مدتی کوتاه به هر طریق ممکن (راه میانبر) نباشید.
- – اطلاعات علمی مرتبط با ورزش ورشته کشتی خود را با مطالعه وتحقیق ارتقاء دهید.
- – شاگردان را مجبور به وزن کم کردن بی‌رویه وغیر اصولی در طول سال ننمایید و مانع رشد طبیعی آنان نشوید وانان رااز وزن کم کردن بی‌رویه منع نمایید.
- – از تجربیات استادان این رشته که حداقل به عنوان سرمربی یک قهرمانی داشته باشند و  علم روز کشتی را دنبال مینمایند استفاده نمایید.
- – هیچگاه به کشتی‌گیر اجازه استفاده از داروهای غیرمجاز (دوپینگ) برای رسیدن به موفقیت‌های زود گذر ندهید.
- – در کار مربیگری همواره قرص و محکم بوده و در چارچوب شرح وظایف فنی خود اجازه دخالت به هیچ‌کس بخصوص اولیای کشتی گیران ندهید.
- – حتماً در کلاسهای ارتقاء درجه وکاراموزی وباز آموزی مربیان وکلاسهای بین‌المللی مربیگری شرکت نمایید.